# علي بورشيد
علي بورشيد (29 مايو 1983) لاعب كرة قدم بحريني يلعب حاليا لصالح نادي الدرجة الأولى الحد البحريني في خط الدفاع من 2001.

## الإنجازات
- الدرجة الأولى (1): 2016
- كأس ملك البحرين (1): 2015